# ويليام هولمز
ويليام هولمز (بالإنجليزية: William Holmes)‏ (1 يناير 1889 في المملكة المتحدة - 1 يناير 1933 بويلز في المملكة المتحدة) هو لاعب كرة قدم بريطاني (وحمل سابقاً جنسية المملكة المتحدة لبريطانيا العظمى وأيرلندا) في مركز الوسط. لعب مع ستوك سيتي وMid Rhondda F.C. ‏.